# František Mysliveček (1943)
František Mysliveček (* 11. prosince 1943 Praha-Žižkov) je bývalý český fotbalista a trenér.
Jeho syn František Mysliveček je funkcionář a bývalý prvoligový fotbalista.

## Hráčská kariéra
Nejvýše hrál II. ligu, ve které nastupoval za Slavoj Žižkov (dobový název Viktorie), Duklu Písek (během základní vojenské služby) a Xaverov. Hráčskou kariéru ukončil na začátku 80. let 20. století v Jílovém u Prahy jako hrající trenér.

## Trenérská kariéra
V letech 1981–1984 vedl třetiligové mužstvo TJ KŽ Králův dvůr. Na jaře 1985 byl asistentem Vladimíra Táborského v pražské Spartě (mistr ligy 1984/85). Jako hlavní trenér vedl druholigová mužstva Viktorie Žižkov, České Lípy a Ústí nad Labem. Ve Slavoji Vyšehrad strávil tři roky a dokázal s ním postoupit o dvě úrovně výše. Vyhrál s ním Pražský přebor (1998/99) a následně i divizi (1999/00), čímž se klub probojoval do ČFL – jedné ze dvou skupin 3. nejvyšší soutěže. Ze Slavoje Vyšehrad odešel do Uhelných skladů Praha. Před začátkem sezony 2012/13 se vrátil po více než deseti letech do Slavoje Vyšehrad, kde se stal trenérem dorostu (U19). U dorosteneckého mužstva skončil na začátku prosince 2015.